# Batalha do Monte Érice
A Batalha do Monte Érice ou Monte Érix é o nome comum a uma série de batalhas realizadas durante a Primeira Guerra Púnica entre as legiões romanas e seus aliados contra as forças cartaginesas no território entre Panormo e Drépano, perto de Érice.

## Contexto
Panormo havia sido conquistada pelos romanos em 254 a.C. e foi defendida de um contra-ataque cartaginês em 251 a.C.. Drépano, uma possessão cartaginesa, testemunhou a vitória da marinha cartaginesa sobre a frota do cônsul Públio Cláudio Pulcro na Batalha de Drépano depois de ter cercado Lilibeu no ano anterior.
Roma, depois da derrota, teve que suportar ainda mais um naufrágio de uma grande frota, desta vez sob o comando de Lúcio Júnio Pulo, colega de Cláudio Pulcro. 
Depois destes desastres, tanto Roma quanto Cartago se limitaram, por um período de cinco anos, a breves incursões ao território inimigo; Roma atacava a África e Cartago, a Sicília. É importante notar que, apesar de não existir uma frota romana capaz de enfrentar a marinha cartaginesa, Cartago não conseguiu atacar Roma diretamente no Lácio antigo. Por outro lado, também não houve uma reação romana, uma vez que Roma não conseguiu obter um empréstimo de 2 000 talento de Ptolemeu II Filadelfo, faraó egípcio.
Com este impasse, Amílcar Barca, paí de Aníbal, recebeu o comando das operações de defesa do já exíguo território cartaginês na Sicília. É importante que, apesar de não ter realizado nenhuma ação determinante, Amílcar jamais foi derrotado pelas legiões romanas.
Neste quadro, em 249 a.C., Lúcio Júnio Pulo, com as forças reduzidas por causa do naufrágio na costa sul da Sicília, e com o colega, Cláudio Pulcro, preso e processado, decidiu dar início a uma operação importante de qualquer forma. Ao mínimo pretexto, atacou e ocupou o monte Érice, capturando o famoso templo de Afrodite Ericina. Este monte, o segundo mais alto da Sicília (depois do Etna), ficava no território entre Drépano e Panormo.

## Batalha
Júnio Pulo deixou uma guarnição no alto do monte, controlando o templo, a cidade vizinha de Érice e, à distância, a cidade, ainda em mãos cartaginesas, de Drépano, levando para lá o restante de suas tropas, que deram início a um cerco.
Neste ínterim, os cartagineses elegeram Amílcar como comandante das operações da frota cartaginesa. Depois de vários ataques na região da Calábria, Amílcar desembarcou perto de um monte vizinho a Panormo, o "monte Ercte" (moderno monte Pellegrino), segundo Políbio.
Acampado entre duas guarnições inimigas, Amílcar se dedicou à guerra de guerrilha, saqueando o território e, por três anos, enfrentou os inimigos seguidas vezes. Políbio não fornece nenhum detalhe, provavelmente por causa do grande número de combates e da pouca importância estratégica deles. No decurso destes combates, Amílcar conseguiu ocupar a cidade de Érice e cercou a guarnição que guardava o templo, mas foi também cercado pelas tropas romanas que cercavam Drépano.
| “ | Porém, mais uma vez, um e outro, depois de, nos combates, terem feito uso de todos os truques e de todos os atos de violência próprios dos cercos [...] finalmente perceberam que a guerra seria decidida de outra forma. | ” |
|   | — Políbio, Histórias I, 58 4-6. |   |

De fato, a Primeira Guerra Púnica, com a exaustão completa das forças e das finanças de ambos os estados, estava morrendo e tratativas para uma paz foram iniciadas. Porém, o ex-cônsul Marco Atílio Régulo, que antes da Batalha de Tunes havia feito propostas de paz aos cartagineses e que era prisioneiro em Cartago, foi enviado a Roma como emissário. Contudo, ele conhecia a real condição econômica dos cartagineses e se opôs ferozmente à paz, um episódio famoso, pois ele cumpriu sua palavra e voltou para Cartago, como havia prometido, e foi executado pelos seus atos. Somente um novo esforço romano na construção de uma nova frota conseguiu finalmente encerrar a guerra depois da Batalha das Ilhas Égadas (241 a.C.).